# Rommel – ökenräven
Rommel - ökenräven (engelska The Desert Fox: The Story of Rommel) är en amerikansk krigsfilm från 1951 med James Mason i huvudrollen och med regi av Henry Hathaway. Filmen är baserad på Desmond Youngs bok med samma namn om den tyske generalfältmarskalken Erwin Rommel.

## Handling
Filmen handlar om fältmarskalk Erwin Rommels karriär i den tyska armén under andra världskriget. I början av 1940-talet hade Rommels styrkor hela Nordafrika i ett järngrepp. Men så småningom kom nederlagen och sakta men säkert insåg Rommel att Hitler, som han svurit sin lojalitet till, höll på att bringa Tyskland i fördärvet. Detta fick honom att delta i en konspiration mot sin ledare...

## Rollista
| Skådespelare     | Roll                               |
| ---------------- | ---------------------------------- |
| James Mason      | Fältmarskalk Erwin Johannes Rommel |
| Cedric Hardwicke | Doktor Karl Strolin                |
| Jessica Tandy    | Frau Lucie Marie Rommel            |
| Luther Adler     | Adolf Hitler                       |
| Everett Sloane   | General Wilhelm Burgdorf           |
| Leo G. Carroll   | Fältmarskalk Gerd von Rundstedt    |
| George Macready  | General Fritz Bayerlein            |
| Richard Boone    | Kapten Hermann Aldinger            |
| Eduard Franz     | Överste Claus von Stauffenberg     |
| Desmond Young    | Sig själv                          |